# 埃斯特利
埃斯特利（Estelí，官方稱呼： Villa de San Antonio de Pavia de Estelí）是尼加拉瓜的城市，也是埃斯特利省的首府，位於該國西北部，始建於1685年，位於尼加拉瓜首府馬納瓜北部150千米。
泛美公路經過該城市，城市四周是茂密的森林。1978年至1979年與馬索查家族的內戰對該城市造成了嚴重的損害，現在的城市是在原來的基礎上完全重建起來的。

## 外部連結
- Petroglifos de Esteli, Nicsragua - www.esteli.info
- Norte de Nicaragua